# Iernuțeni, Mureș
Iernuțeni, mai demult Iernutfaia, Iernotfaia, Ernutfaia (în dialectul săsesc Atschdref, Ranotn, în germană Etschdorf, Echtorf, Fetschdorf, Etschdorf, în maghiară Radnótfája) este o localitate componentă a municipiului Reghin din județul Mureș, Transilvania, România.

## Locație
Este  cartierul situat la sud-est de centrul Municipiului Reghin ( Szászrégen ), la confluența râurilor Mureș ( Maros ) și Gurghiu ( Görgény ), și face parte din Reghinul Săsesc ( Szászrégen ) din 1956.

## Originea numelui său
Numele său provine de la numele străvechiului proprietar, familia Kökényes-Radnót.

## Istorie
Satul avea deja o biserică în anul 1332,  în aceea vreme se numea Arnoldfaia. Din 1453, a aparținut castelului Gurghiului ( Görgény ), iar locuitorii săi erau slujitori ai castelului. În 1704 și 1708 a fost devastată de armatele străine. În 1708, 1719 și 1738, a fost devastată de ciumă . Biserica reformată a fost construită în 1895. Biserica sa greco-catolică, construită în 1869, a fost demolată de ortodocși în anii 1990 pentru a construi una nouă în locul ei. Până la Tratatul de la Trianon, a aparținut districtului inferior al Reghinului ( Régen alsó járásához ) din comitatul Mureș - Turda ( Maros-Torda vármegye ). În 1992, din 1.373 de locuitori, 805 erau români, 564 maghiari, 3 germani și 1 ucrainean. Conții de Toldalag și familia Matskásy aveau cândva castele frumoase în această așezare.

## Aici sau născut:
- la 4 decembrie 1869, Ferenc Kol, inginer atestat, director general de inginerie poștală, secretar de stat adjunct.
- la 5 septembrie 1929  Zoltán Kis, biolog, lector universitar, scriitor de fiziologie, publicist.
- la 27 martie 1933 Sándor Lázár, psiholog, profesor, cercetător în psihologia educației, lector universitar.